# COSMONAUT
『COSMONAUT』（コスモノート）は、BUMP OF CHICKENのメジャー4作目（通算6作目）のオリジナルアルバム。2010年12月15日にトイズファクトリーから発売された。

## 概要
前作『orbital period』以来約3年ぶりとなるスタジオ・アルバム。当初はタイトルを「宇宙飛行士への手紙」にする予定だったが、先にシングルで同タイトルの作品を出すことになったので現在のものとなった。同封特典としてオリジナル・ステッカー、連動特典応募抽選券が同封。
15thシングル2曲目の「Merry Christmas」は、A面曲ながらアルバム未収録となっており、A面曲がアルバムに収録されなかった例はこれが初めて。
2008年秋に「HAPPY」「66号線」「セントエルモの火」を制作したタイミングから約2年にわたって制作が行われた。その間は2010年4月の「BUMP OF CHICKEN SECRET」を除いてライブ活動は一切行われず、アルバム制作終了後も「友達の唄」「ゼロ」「Smile」「グッドラック」などの制作が行われたため、ライブ活動の再開はアルバム発売の1年後である2011年12月となった。
2009年11月発売の「R.I.P.」まで新曲リリースがなかったため、本アルバム収録曲はすべて直近1年間にリリースされた楽曲となっている。
次作『RAY』に収録されている「(please) forgive」は本アルバム制作時にレコーディングされた楽曲である（一部撮り直しは行われた）。
ジャケットデザインはタイクーングラフィックス。アーティスト写真にもなっている、メンバー四人が芝生に立っている写真は東京ドイツ村にて撮影された。また、これまで発売された作品と違い、内部のプラスチックケースが白黒ではなく透明で、中のジャケットが見えるようになっている。なお、ブックレット内の「分別奮闘記」の歌詞の右ページには、直井由文が望遠鏡を用いて撮影した煙突の写真が使用されている。レーベル面のデザインはボイジャーのゴールデンレコードからと思われる。
今作リリース時に開設されたバンドの公式YouTubeチャンネルにてスポット映像が公開された（初めて投稿された動画である）。

## 収録曲
| 全作詞・作曲: 藤原基央、全編曲: BUMP OF CHICKEN。 |                                                |          |            |      |
| #                                                 | タイトル                                       | 作詞     | 作曲・編曲 | 時間 |
| 1.                                                | 「三ツ星カルテット」                           | 藤原基央 | 藤原基央   | 2:27 |
| 2.                                                | 「R.I.P.」                                     | 藤原基央 | 藤原基央   | 5:32 |
| 3.                                                | 「ウェザーリポート」                           | 藤原基央 | 藤原基央   | 4:03 |
| 4.                                                | 「分別奮闘記」                                 | 藤原基央 | 藤原基央   | 3:44 |
| 5.                                                | 「モーターサイクル」                           | 藤原基央 | 藤原基央   | 4:01 |
| 6.                                                | 「透明飛行船」                                 | 藤原基央 | 藤原基央   | 4:08 |
| 7.                                                | 「魔法の料理 〜君から君へ〜」(Strings: 弦一徹) | 藤原基央 | 藤原基央   | 6:45 |
| 8.                                                | 「HAPPY」                                      | 藤原基央 | 藤原基央   | 5:56 |
| 9.                                                | 「66号線」                                     | 藤原基央 | 藤原基央   | 4:29 |
| 10.                                               | 「セントエルモの火」                           | 藤原基央 | 藤原基央   | 4:35 |
| 11.                                               | 「angel fall」                                 | 藤原基央 | 藤原基央   | 5:33 |
| 12.                                               | 「宇宙飛行士への手紙」                         | 藤原基央 | 藤原基央   | 5:52 |
| 13.                                               | 「イノセント」                                 | 藤原基央 | 藤原基央   | 3:40 |
| 14.                                               | 「beautiful glider」                           | 藤原基央 | 藤原基央   | 4:01 |
| 合計時間:                                         | 合計時間:                                      | 79:04    |            |      |

| #  | タイトル     | 作詞 | 作曲・編曲 |
| -- | ------------ | ---- | ---------- |
| 1. | 「OFCOURSE」 |      |            |

### 楽曲解説
1. 三ツ星カルテット
4分の6拍子と4分の5拍子を絡めた曲で、本作のCMでこの曲の一部が使用されている。
「世界は大概素晴らしいらしい」という歌詞の「らしいらしい」の部分の音階が「ラシ ラシ」になっている。この仕掛けは藤原が施したものであり、藤原自身は「簡単な仕掛けだが、誰も気づいてくれなかった」と語っている[3]。
2011年から2012年にかけて行われた「GOOD GLIDER TOUR」「GOLD GLIDER TOUR」の全公演で1曲目で演奏され、2017年から2018年の「PATHFINDER」ツアーでも日替わり曲として披露された。なお、ライブでは藤原、増川ともにエレキギターを使用する。
次曲「R.I.P.」と音が繋がっている。
2. R.I.P.
14thシングル「R.I.P./Merry Christmas」1曲目。
表記はないがアルバムバージョンで、シングルバージョンに存在した冒頭部分のサビがカットされており、前曲「三ツ星カルテット」と音が繋がっている。
3. ウェザーリポート
イントロのメロディは、小学校のチャイムの音を入れ替えて作られた。2015年3月から放送が始まったフジテレビ系列の情報番組『直撃LIVE グッディ!』の天気コーナーでこの曲が使われていたことがある。
「GOOD GLIDER TOUR」の日替わり曲としてのみ披露された。
4. 分別奮闘記
藤原がプロデューサーに「シングルを書いてくれ」と言われ、ゴミの分別に一時期はまっていた時に考えたことを元にかいた曲。
増川は「今までの経験上、これはシングルにならない曲だな（笑）」と思っていたらしい。
5. モーターサイクル
17thシングル「宇宙飛行士への手紙/モーターサイクル」2曲目。
「セントエルモの火」同様、ライブで一度も演奏されたことがない。
6. 透明飛行船
藤原がスタジオで曲作りすることになった初日の前日に自宅で意地で書き上げた曲[注 1]。
曲中の「宮田公園」と「怖かったお社（）」は千葉県に実在する公園と神社「宮田弁財天」である。
2011年12月から2012年1月にかけて行われた「GOOD GLIDER TOUR」以来演奏されていなかったが、2022年に行われた「BUMP OF CHICKEN TOUR 2022 Silver Jubilee」で11年ぶりに演奏された。
7. 魔法の料理 〜君から君へ〜
16thシングル。
NHKみんなのうた2010年4月〜5月放送曲で、本作の中で唯一のタイアップ楽曲である。
表記はないがアルバムバージョンで、イントロが追加されている。
2021年2月にNHKで放送された「SONGS (テレビ番組)」では、本作のバージョンでオーケストラとコラボする形で披露した。
8. HAPPY
15thシングル。
9. 66号線
前トラックの「HAPPY」とのブランクがほとんどないため、音が繋がっているように聞こえる。
10. セントエルモの火
2008年末に「HAPPY」「66号線」と同時期に書かれた曲。
メンバーは、アルバム収録曲中もっとも演奏が難しい（コピーが難しい）曲として挙げた。
「モーターサイクル」同様、ライブで一度も演奏されたことがない。
11. angel fall
2009年の夏に藤原がプロデューサーに「ゴスペルを書いてよ」とリクエストされ書いた曲。
12. 宇宙飛行士への手紙
17thシングル「宇宙飛行士への手紙/モーターサイクル」1曲目。
13. イノセント 
詞先で作られた曲。
14. beautiful glider
1曲目『三ツ星カルテット』の前にできた曲。
この曲の歌詞カード上から10ブロック2行目に「疑ったって手掴んで」とあるのは、「疑った手で掴んで」の誤りであることが、2013年3月18日、トイズファクトリーアーティストページ内で発表された[4]。
書いた当初一曲目に持ってくる予定であったが、前述の『三ツ星カルテット』が完成したため最後に収まることとなった。

- 隠しトラックに「OFCOURSE」が収録されている。最初はずっと無音だが11分27秒後に始まる。内容は会話のみである。隠しジャケットは、前述の通り内部のプラスチックケースが透明で、2枚重ねになった紙の中には、赤いラジカセが浮いている。

## 参加ミュージシャン
- 弦一徹ストリングス：Strings (M-7)

## ツアー
これまではオリジナルアルバムがリリースされるとそれに伴うライブツアーをすぐに開催していたが、今回はアルバムリリース時点で翌年の2月23日に19thシングル『友達の唄』がリリースされることがすでに発表されていたり、さらには10月19日リリースの20thシングル『ゼロ』のレコーディングも始まっていたため、アルバムリリース後すぐにツアーに出ることはなかった。
しかし、『ゼロ』リリース発表時、また22ndシングル『グッドラック』（2012年1月18日リリース）リリース発表時に約3年半ぶりとなる全国ツアー「GOOD GLIDER TOUR」（ライブハウスツアー）、「GOLD GLIDER TOUR」（アリーナツアー）を行うことをそれぞれ発表し、実際に全国のライブハウスで19公演、アリーナで20公演を行った。また、これらのツアーでは『COSMONAUT』の収録曲は比較的多く演奏され、実質的な『COSMONAUT』のリリースツアーとなった。2013年3月6日には「GOLD GLIDER TOUR」の国立代々木競技場第一体育館公演（2012年7月3日）の模様を収録したバンド初のライブ映像作品がのちに発売されている。

## PV集
BUMP OF CHICKENの5作目のPV集。DVD版は2011年10月19日、Blu-ray版は2011年11月2日発売。

### 解説
今作よりBlu-ray Disc版が併売されており、トイズファクトリーでは本作が最初のBlu-ray媒体による商品である。同名のアルバム『COSMONAUT』の曲を中心に収録。なお、『COSMONAUT』収録のシングル曲PVは全てYouTubeでも配信されている（SD画質）。PVの監督は番場秀一が全作品を担当した。
特典としてDVD版にはポストカードとステッカー、Blu-ray版にはポスターが封入されている。また、特典映像として『COSMONAUT』のシークレット・トラックを映像で見ることが出来る。
次作以降の作品では、PVは初回限定盤の付属DVDまたはBlu-rayに収録されるようになったため、PV集としては最後の作品となっている。

### 収録曲
1. 三ツ星カルテット
この映像集のための撮り下ろしで、アルバムのテレビCMで使われたカットが一部流用されている。
アルバムではこの後の「R.I.P.」とトラックが繋がっていたが、今作では単独のオリジナルバージョンが収録されている。
2. R.I.P.
長野県諏訪市にある廃屋で撮影された。
鏡や水などに反射したものが次の映像に繋がっていくアイデアは、メンバー自身が出したものである。
3. モーターサイクル
何十人もの複製されたメンバーが出演する内容で、終盤のループのアイデアはプロデューサーの提案によるものである。
YouTubeで公開されているMVのタイトルには「LOW QUALITY SOUND」[注 2]と記載されていた（現在はその記載はされていない）。
4. 魔法の料理 〜君から君へ〜
当時2週連続リリースされた『HAPPY』よりも先に、各音楽チャンネルなどでオンエアされた。
5. HAPPY
2010年4月10日に六本木ヒルズアリーナで行われた「BUMP OF CHICKEN SECRET」ライブの映像を収録。わずか3日で編集され、発売日前日にトイズファクトリーのYouTube公式チャンネルにアップロードされた。各音楽チャンネルでは放映されなかった。
6. 宇宙飛行士への手紙
宇宙飛行士と少女によるストーリー仕立ての内容で、メンバーが写真も含めて一切出演しない初めての作品。
7. beautiful glider
この映像集のための撮り下ろしで、「三ツ星カルテット」と同じセットで撮影されている。
アルバムのブックレットで使われていたモチーフの「紙飛行機」が飛ぶ様子を逆回しで使用している。
8. 真っ赤な空を見ただろうか
B面集アルバム『present from you』の為に制作された。当時の最新ツアーであった「ホームシップ衛星」での模様などを交えた映像。
9. Merry Christmas
アルバムには収録されなかったシングルA面曲。
完成後、YouTubeに「3分バージョン」（2009年11月10日）「5分バージョン」（2009年11月17日）「フルバージョン」（2009年11月24日）と3回に分けて順に配信された。(現在はフルバージョンのみ公開されている)